# Teodorín Nguema Obiang
Teodoro Obiang Nguema Mangue (znany również jako Teodorin, ur. 25 czerwca 1968) – gwinejski przedsiębiorca i polityk, syn prezydenta Teodora Obianga Nguemy Mbasogo, typowany na jego prawdopodobnego następcę. Drugi Wiceprezydent Gwinei Równikowej od 21 maja 2012 do 22 czerwca 2016, Pierwszy Wiceprezydent Gwinei Równikowej od 22 czerwca 2016.

## Życiorys
Teodorín Nguema Obiang jest synem prezydenta i jego pierwszej żony, Constancii Mangue. Jest on typowany na przyszłego sukcesora ojca, chorującego na raka prostaty, na stanowisku prezydenta.
Oficjalnie Teodorin zajmuje stanowisko ministra rolnictwa i leśnictwa w gabinecie prezydenta. Większość czasu spędza jednak w Paryżu, Londynie, Rio de Janeiro i Malibu. Znany jest z niezwykłej rozrzutności i prowadzenia hulaszczego stylu życia. Przez zagraniczną prasę był wielokrotnie krytykowany, m.in. za wydanie 10 mln randów podczas jednego weekendu w Południowej Afryce, na szampany, nieruchomości i samochody: czarnego Bentley Arnage 2004, Bentley Continental R 2005 oraz samochodu Lamborghini.
W 2004 zakupił najdroższy w Afryce apartament w RPA za 3 mln USD. Jeszcze wcześniej zakupił posiadłość w Kalifornii oraz założył tam studio nagraniowe muzyki hiphopowej. Jest także właścicielem apartamentu w luksusowej 16. dzielnicy Paryża. W Gwinei Równikowej posiada także jedyną w kraju prywatną rozgłośnię radiową Radio Asonga, a także jest dyrektorem państwowej telewizji TV Asonga.